# Reuven Rivlin
Reuven Rivlin, detto Ruvi (in ebraico ראובן ריבלין‎?; Gerusalemme, 9 settembre 1939), è un politico e avvocato israeliano, presidente di Israele dal 24 luglio 2014 al 7 luglio 2021.
Ex presidente della Knesset, ha studiato presso l'Università Ebraica di Gerusalemme, ed è figlio di Yosef Yoel Rivlin, autore della prima traduzione del Corano in ebraico, e discendente di Rabbi Yosef di Ovan, che visse a Vienna nel 1550, un esponente della comunità aschenazita. È un avvocato ed esponente storico del Likud.
Ha iniziato la sua carriera politica nella Knesset come esponente del partito di Benjamin Netanyahu nel 1988, è stato Ministro delle Comunicazioni con Ariel Sharon dal 2001 al 2003, fino alla data del suo scontro verbale con il leader del suo stesso partito sulla questione palestinese.
Il 10 giugno del 2014 è stato eletto capo dello Stato, vincendo il ballottaggio con Meir Shitrit. Ha preso il posto del novantenne Shimon Peres, che lo aveva sconfitto nelle precedenti consultazioni elettorali, con una maggioranza, che ha fortemente diviso il Parlamento Israeliano, di 63 voti al secondo scrutinio contro i 53 ottenuti dal suo avversario.

## Biografia
Proveniente da una famiglia ebrea stabilitasi a Gerusalemme dal 1809, Reuven Rivlin è un discendente dei discepoli del Gaon di Vilna. Suo padre, Yosef Yael Rivlin, è anche l'autore della prima versione ebraica del Corano.
Dopo aver completato il servizio militare e aver studiato giurisprudenza presso la facoltà dell'Università Ebraica di Gerusalemme, presso la quale si è laureato, Reuven Rivlin ha prestato servizio come maggiore nell'esercito, poi è diventato avvocato. In questo periodo conosce Nechama Rivlin  (1945–2019), una studentessa di biologia, che sposerà nel 1970; dalla loro unione nacquero quattro figli.
Prima di entrare in politica, Rivlin è stato consulente legale dell'associazione sportiva Beitar Jerusalem, responsabile di una squadra di calcio. È stato anche membro del Consiglio comunale di Gerusalemme, nonché dei consigli di amministrazione del Teatro Khan e del Museo d'Israele.
È vegetariano dalla fine degli anni '60.